# Harry Potter
A Harry Potter J. K. Rowling hét kötetből álló, fantasy műfajú regénysorozata. Főhőse egy kamasz varázsló, Harry Potter, és az ő barátai, Ron Weasley és Hermione Granger, akik a Roxfort Boszorkány- és Varázslóképző Szakiskola tanulói. A történet arról szól, miként próbálja meg Harry legyőzni a gonosz varázslót, Voldemort Nagyurat, aki megölte Harry szüleit és megpróbálja meghódítani a varázslóvilágot, s leigázni a varázstalan embereket, a muglikat. A könyv-sorozatból számos film, videójáték és más termék is készült.
A sorozat első kötete 1997-ben jelent meg Harry Potter és a bölcsek köve címen, ami után óriási világsiker lett a többi kötet is. Az utolsó könyvet 2007 júniusában adták ki, azóta több mint 450 millió példányt adtak el a sorozatból, összesen 78 nyelven. Az utolsó négy kötet egymás után állította fel a „leggyorsabban eladott könyvek” rekordját a történelemben.
A könyvek angol nyelvű változatait az Egyesült Királyságban a Bloomsbury, az Egyesült Államokban a Scholastic, Ausztráliában az Allen & Unwin, Kanadában pedig a Raincoast kiadó adta ki. A sorozatot a Warner Bros. filmesítette meg, a hetedik könyvet két filmre bontották, hat hónapnyi eltéréssel a megjelenésük között.
A Harry Potter-sorozathoz kapcsolódóan rengeteg terméket készítettek, így összesen 15 milliárd fontnyi értéke van a Harry Potter márkanévnek, ami átszámítva több mint 5 billió forint.

## Cselekmény
|  | Alább a cselekmény részletei következnek! |

### Harry Potter és a bölcsek köve
Harry Potter árva kisfiú, szülei meghaltak egyéves korában. Nagynénje családjánál nevelkedik, akik utálatosan viselkednek vele. A 11. születésnapján megtudja egy óriástól, kinek varázspálcája az esernyőjében van, hogy varázsló, és felvételt nyert a Roxfort Boszorkány- és Varázslóképző Szakiskolába. A szülei is varázslók voltak, de Voldemort, a gonosz varázsló, megölte őket. Amikor Harryt akarta meggyilkolni, a varázslat visszacsapott és végletesen meggyengítette Voldemort-t. Harry homlokán egy villám alakú sebhely maradt, a varázslóvilág csodaként tekintett rá, amiről ő nem tudott semmit.
Az iskolában fokozatosan megismeri a számára teljesen új varázsvilágot, és szert tesz két jó barátra, Ronald bilius Weasleyre és Hermione Jean Grangerre. Megtanul kviddicsezni, így az elmúlt száz év legfiatalabb fogója lesz belőle ,ahogy az apjából is az lett fiatal korában. A tanév során kiderül, hogy Voldemort nagyúr, aki tíz éve minden hatalmát elvesztette, megpróbálja megszerezni a bölcsek kövét, hogy így újra testet ölthessen, és visszatérhessen a hatalomba. Harryék szinte biztosak benne, hogy ebben őt Perselus Piton professzor, Harry legellenszenvesebb tanára (bájitaltan) segíti. Év végén Harryék elhatározzák, hogy megakadályozzák. Miután lemennek a csapóajtón, a három gyerek kiállja a próbatételeket, majd Harry egyedül találkozik egy másik tanárral, a dadogó Mógussal, akiről kiderül, hogy Voldemort-t szolgálja és az az ő testében lakozik. Mivel Mógus nem bírja Harry érintését, a fiú ezzel a fegyverrel súlyosan meg is sebesíti őt és megakadályozza Voldemort-t a kő megszerzésében. Harry a gyengélkedőben ébred, ahol Dumbledore professzor, az iskolaigazgató, elmagyarázza neki az eseményeket.

### Harry Potter és a Titkok Kamrája
Harry második tanévében szörnyű merényletek zajlanak a Roxfortban. Kiderül, hogy újra kinyílt a legendás Titkok Kamrája, és az ott lakó szörnyeteg(a baziliszkusz) fenyegeti a diákokat. Harry egy különös, ötvenéves napló segítségével megismerkedik Tom Denemmel, akiről utóbb kiderül, hogy nem más, mint a hajdani Voldemort, tizenhat éves korában. A régi lánymosdóban találkoznak Hisztis Myrtle-lel, a kísértettel, akit a Titkok Kamrájában rejtőző szörnyeteg ölt meg pontosan ötven évvel korábban. Ugyancsak a régi lánymosdóban találják meg a Titkok Kamrájának bejáratát. Harry megküzd a múltbeli Voldemorttal, legyőzi a baziliszkuszt és megmenti Ginny Weasley-t.
A Harry Potter és a Titkok Kamrája (Harry Potter and the Chamber of Secrets) 1998. július 2-án jelent meg angolul. A könyvnek a hatodik könyvvel van fontos tematikus kapcsolata. (Az említett kötetben fontos szerepet játszik Voldemort (Tom Denem) gyermekkora, valamint a napló, Voldemort egyik horcruxa.)

### Harry Potter és az azkabani fogoly
Harry megtudja, hogy Sirius Black, egy körözött tömeggyilkos megszökött Azkabanból, a varázslók börtönéből. Black ellen az egész varázsvilágban körözés zajlik, mert köztudott, hogy meg akarja ölni Harryt, mint ahogy az is, hogy annak idején ő árulta el Harry szüleit Voldemortnak. Végül Harry és barátai számára kiderül, hogy nem Sirius Black – aki egyébként Harry keresztapja – a bűnös, hanem egy Peter Pettigrew nevű varázsló, aki patkány képében évek óta Ron (és a Weasley család) háziállata. Harryék megmentik Siriust az elfogatástól, Pettigrew azonban megszökik. Harry ebben a részben nem találkozik Voldemorttal, megismerkedik azonban a dementorokkal, a földkerekség legocsmányabb élőlényeivel, és megtanul védekezni ellenük. Ez az egyetlen könyv a sorozatban, amelyben nem jelenik meg Voldemort. Karácsonykor Sirius elküldi Harrynek a leggyorsabb versenyseprűt, a Tűzvillámot.
Harry Potter és az azkabani fogoly (Harry Potter and the prisoner of Azkaban) angol nyelven 1999. július 8-án tették közzé. Ez a könyv elnyerte, többek között, a Costa-díjat és a Bram Stoker-díjat, mint az egyik legsikeresebb fantasy könyv az elmúlt években.

### Harry Potter és a Tűz Serlege
A Roxfortban megrendezik a Trimágus Tusát, amelyen három varázslóiskola bajnokai mérik össze tudásukat. A Tűz Serlege kiválaszt mindegyik varázslóiskolából egy-egy, 17. életévét betöltött diákot, aki bedobja nevét a Serlegbe. Azonban valaki titokzatos módon benevezi Harryt is, így ő lesz a negyedik bajnok.
A fiúnak megtetszik Cho Chang, az ötödéves hollóhátas lány. Harry megkéri, hogy legyen a párja a karácsonyi bálon, de Cho visszautasítja a kérést, mert Cedric Diggory, a Roxfort bajnoka a Trimágus Tusán már felkérte. A fiúnak végül Padma Patil, az egyik évfolyamtársa lesz a partnere.
Harry rengeteget tanul az év során, hogy helytálljon a kemény próbákon. A harmadik – utolsó – próba csapdának bizonyul: Harry és Cedric Diggory egy temetőbe kerülnek, ahol Voldemort és Peter Pettigrew várják őket. Cedricet meggyilkolják. Ahogy később kiderül, az áruló az ál-Mordon professzor volt, aki nem más, mint a százfűlé főzettel más alakot öltő halálfaló, ifjabb Barty Kupor. Voldemort bonyolult feketemágiával, melynek során felhasználja Harry vérét is, újra testet ölt. Harry megmenekül, és a Roxfortban beszámol Voldemort visszatéréséről. Dumbledore feltétel nélkül hisz neki, azonban Cornelius Caramel, a mágiaügyi miniszter, hatalmát féltve inkább ragaszkodik a társadalom biztonságának látszatához, és önmagát is meggyőzi, hogy Harry hazudik.

### Harry Potter és a Főnix Rendje
A hatalmát visszanyert Voldemort nem lép színre nyíltan, a Mágiaügyi Minisztérium pedig lejárató kampányt folytat Harry és Dumbledore ellen. A miniszter a Roxfortba küldi tanárnak, majd főinspektornak a szadista hajlamú boszorkányt, Dolores Umbridge-et, aki noha elvileg sötét varázslatok kivédését tanít, valójában megakadályozza, hogy a gyerekek gyakorlati önvédelmet tanuljanak, mert Caramel attól fél, hogy Dumbledore megtámadja a minisztériumot. Harry és társai ezért Dumbledore Serege néven titkos önvédelmi szakkört szerveznek. Harrynek mindeközben visszatérő álma van egy sötét folyosóról, míg végül kiderül, hogy – a hajdani, meghiúsult gyilkos átok következtében – Voldemorttal kölcsönösen belelátnak egymás fejébe. Amikor Voldemort erről tudomást szerez, csapdába csalja Harryt, és a kaland – amelynek végeztével a minisztérium is kénytelen elismerni, hogy a Sötét Nagyúr visszatért – Sirius Black életébe kerül. Harry megtudja, hogy Voldemort hajdan egy jóslat miatt tört az életére, mert úgy vélte, Harry az egyetlen, aki elpusztíthatja őt. Harry kénytelen szembenézni a ténnyel, hogy a sors akarata szerint végül vagy ő fogja megölni Voldemortot, vagy Voldemort őt.

### Harry Potter és a Félvér Herceg
Dumbledore közli Harryvel, hogy ebben az évben különórákat szeretne tartani neki. Az órák során régi emlékekbe tekintenek be, és Harry képet alkot Voldemort múltjáról. Megtudja, hogy a Sötét Nagyúr hétfelé szakította lelkét: hat horcruxot készített, hogy így nyerje el a halhatatlanságot. Voldemort tehát mindaddig elpusztíthatatlan, amíg az összes horcruxát meg nem semmisítették. Harry eközben – aki a titokzatos „Félvér Herceg” régi tankönyvének segítségével zseniális bájitalfőzővé válik – gyanakodni kezd, hogy Draco Malfoy valójában halálfaló, és Piton segít neki titkos célja elérésében. Dumbledore ismételten leszögezi, hogy feltétel nélkül megbízik Pitonban. Végül kiderül, hogy Malfoy terve – Voldemort parancsára – Dumbledore megölése volt. Malfoy azonban képtelen elkövetni a gyilkosságot, így Piton – számos halálfaló, valamint a láthatatlanul jelen levő Harry szeme láttára – a gyilkos átokkal megöli Dumbledore-t. A gyilkosságot követő csatában Harry számára kiderül, hogy valójában Piton a Félvér Herceg. Harry elhatározza, hogy utolsó évére nem tér vissza a Roxfortba, hanem teljesíti a Dumbledore-tól ráhagyott küldetést: felkutatja és elpusztítja a horcruxokat, és ha sikerül, bosszút áll Pitonon is.

### Harry Potter és a Halál ereklyéi

A Halál ereklyéinek szimbóluma

Harry, Ron és Hermione izgalmas és megrendítő kalandok során bukkannak a horcruxok nyomára. Az események egy csatában végződnek, amelyre a Roxfortban kerül sor. Harry a Voldemort által meggyilkolt Piton emlékeiben elmerülve megtudja, hogy Piton kezdettől fogva mély érzelmeket táplált édesanyja, Lily Evans iránt. Kiderül számára az is, hogy Piton Dumbledore kérésére végzett az igazgatóval, aki egy mágikus baleset (az egyik horcrux elpusztítása) miatt már amúgy is a halálán volt. Az is kiderül, hogy valójában ő, Harry is egy horcrux, amelyet Voldemort tudtán és akaratán kívül készített: amikor annak idején visszaszállt Voldemortra a gyilkos átok, a Sötét Nagyúr amúgy is szakadozott lelkéből lehasadt egy rész, és hozzákapcsolódott a szobában lévő egyetlen élőlény – Harry – lelkéhez. Így Voldemort mindaddig elpusztíthatatlan, amíg Harry életben van. Harry úgy dönt, hogy önként életét adja barátaiért, és védekezés nélkül áll Voldemort elé. Ezzel az elhatározásával méltó tulajdonosa lesz három mágikus tárgynak, a Halál ereklyéinek, s a legenda úgy szól, hogy aki az ereklyéket egyesíti, az a halál urává válik. Voldemort ismételten kimondja Harryre a gyilkos átkot, az azonban nem Harryt pusztítja el, hanem a testében élő lélekrésszel végez. Mivel ugyanis korábban Voldemort Harry vérét használta fel, hogy testet öltsön, Lily áldozata nemcsak Harry, hanem Voldemort saját vérében is továbbélt. E varázs következtében Harry nem hal meg, hanem egy köztes állapotba kerül, ahol választhat élet és halál között. A visszatérést választja, s a végső összecsapásban Voldemort még egyszer, utoljára megpróbálja megölni őt, azonban az átok ismét visszapattan, és – az immár horcruxok nélküli – Voldemort meghal.
A tizenkilenc évvel később játszódó epilógusból megtudjuk, hogy Harrynek Ginny Weasleytől három gyermeke született, és Ron is összeházasodott Hermionéval. Harry az egyik fiának az Albus Perselus nevet adta. Másik két gyermekük keresztneve: Lily (Harry édesanyja után) és James Sirius (Harry édesapja, valamint Harry keresztapja, Sirius Black után). Ronnak és Hermionénak két gyermeke van: Hugo és Rose.
…a Roxfort két igazgatója után neveztelek el. Közülük az egyik mardekáros volt, és valószínűleg a legbátrabb ember, akit valaha ismertem.
|  | Itt a vége a cselekmény részletezésének! |

### Kiegészítő kötetek
Rowling a hétkötetes sorozathoz három kiegészítő könyvecskét, valamint egy drámát írt. Az előbbi három a „könyv a könyvben” műfaj képviselője, vagyis olyan könyvek, amelyekről a regényekben szó esik; bevételüket Rowling jótékony célra fordította.
- A kviddics évszázadai

A képzeletbeli könyvet Tudor Hushpush, elismert kviddics-kutató írta. A könyv felöleli a kviddics teljes történetét, a legelső seprűnyélen alapuló játékoktól kezdve. Madam Cvikker, a Roxfort könyvtárosnője szerint a könyvet a diákok napi rendszerességgel „mancsolják, nyálazzák, és minden módon bántalmazzák”, ami azonban Dumbledore szerint egy könyv számára az elismertség legnagyobb jele. A valóságos könyv látszólag a roxfortos könyvtári példány hasonmása, az elején – kézírással – a könyvet kikölcsönző diákok nevének hosszú listájával.
- Legendás állatok és megfigyelésük

A képzeletbeli könyv a Roxfort egyik tankönyve, szerzője Goethius Salmander. A könyv alfabetikus sorrendben mutatja be a legendás állatokat, mindegyiknél közölve az adott faj veszélyességi fokozatát. A valóságos könyv érdekessége, hogy egy ténylegesen használt iskolai könyv látszatát kelti: a legkülönbözőbb helyeken változatos kézírásos firkák tarkítják, kezdve azzal, hogy „Harry Potter tulajdona”, egészen Harry és Ron óra alatti akasztófázásának nyomáig.
- Bogar bárd meséi

A képzeletbeli könyv egy rúnákkal írott mesegyűjtemény, amelyet Dumbledore a végrendeletében Hermionéra hagy. Az ifjú varázslók és boszorkányok e kötet meséin nőnek fel. A gyűjtemény egyik eleme, A három testvér meséje számol be a Halál ereklyéiről, s így a hetedik kötet eseményeiben fontos szerepet játszik.
- Harry Potter és az elátkozott gyermek

A színdarab bemutatója 2016. július 30-án volt, egy nappal később pedig könyvben is megjelent az anyaga. A hetedik kötet vége után tizenkilenc évvel játszódik, középpontjában pedig Harry Potter, akkor már mint a Mágiaügyi Minisztérium alkalmazottja, valamint legfiatalabb fia, Albus Perselus Potter áll.

## A sorozat ismertetése

### Háttér

#### A varázsvilág
– Mit csinál voltaképpen a Mágiaügyi Minisztérium?

– Az ő dolguk titokban tartani a muglik előtt, hogy ma is élnek boszorkák és varázslók szerte az országban. Ez a legfontosabb feladatuk.

– Miért kell ezt titkolni?

– Hogy miért? Ördög és pokol, Harry! Azért, mert különben mindenki varázslattal akarná megoldani a problémáit. Na neee…! Jobb, ha békén hagynak minket!
A Harry Potter-sorozat különlegessége, hogy – szemben a fantasy-irodalom általános jellemzőjével – nem más térben és/vagy más időben játszódik, hanem az olvasó saját világában, nevezetesen – nagyrészt – a 20. század végi Nagy-Britanniában. Az ilyen műveket a fantasy egyik alkategóriája az úgynevezett „kortárs (contemporary / urban) fantasy” megnevezéssel jelölik. A történet arra a két egyszerű alapkoncepcióra épül, hogy egyrészt varázslat létezik, másrészt a varázslók világa láthatatlan az ún. muglik, vagyis a varázserővel nem bíró emberek számára. E koncepció szerint az emberiség történetében kezdettől fogva léteztek mágikus képességű emberek. A sorozat a világirodalomból és -történelemből ismert varázslók és alkimisták (például Kirké, Merlin, Paracelsus, Nicolas Flamel stb.) nevére rendre úgy hivatkozik, hogy ezek egyrészt valóban mind létező emberek voltak, másrészt ténylegesen varázserővel bírtak.
A történelem e narratívája szerint a varázslók és a muglik az idők során mindinkább elidegenedtek egymástól, olyannyira, hogy 1689-ben aztán aláírták a Nemzetközi Titokvédelmi Alaptörvényt, amely megtiltja a varázslók és boszorkányok számára, hogy muglik szeme láttára varázsoljanak. A 18. századra a varázsvilágot teljesen sikerült elrejteni a muglik elől. „Ettől kezdve a muglik lassan elfelejtik a mágia létezését és áttérnek a technikai civilizáció útjára. A két világ teljesen különválik egymástól.”

#### Varázslók és boszorkányok: a vértisztaság kérdése
A Harry Potter-sorozat koncepciója szerint a varázserő öröklődik, azonban (ismeretlen okból) megtörténhet, hogy egy – vagy akár sok – generáción keresztül lappang. Ebből következik, hogy varázslóknak is születhetnek mágiamentes gyermekeik, illetve muglicsaládban is születhet varázsló. A varázsvilágban így döntő fontosságú – és a történet előrehaladtával mind fontosabb – két kérdés:
- hogy egy adott ember maga varázsló vagy boszorkány-e, ill.
- a szülei varázslók és boszorkányok voltak-e.

A „varázsló” szó többnyire egyszerűen a férfi/fiú, a „boszorkány” pedig a nő/lány szinonimája. Utóbbi szónak nincs negatív konnotációja. A rokonértelmű szavak (például „mágus”, „banya”, „boszorkánymester”) használata nem utal egyértelmű fogalmi megkülönböztetésre, mindössze stilisztikai eszköznek tekinthető.
A mágikus képesség birtoklása tekintetében egy adott ember egyszerűen vagy varázsló/boszorkány, vagy mugli. A származás kérdése bonyolultabb. Az ősi varázslócsaládok tagjaira egyesek az aranyvérű jelzőt használják, az ún. mugliivadék varázslókat/boszorkányokat pedig a becsmérlő sárvérű melléknévvel illetik. Akinek az egyik szülője mugli, az félvérnek minősül, a varázslócsaládban született mágiamentes ember pedig kvibli.
A vértisztaság kérdése egyértelműen a rasszizmus allegóriájának tekinthető. (Erre vonatkozóan lásd alább az Antirasszizmus c. részt.)

#### Varázslények

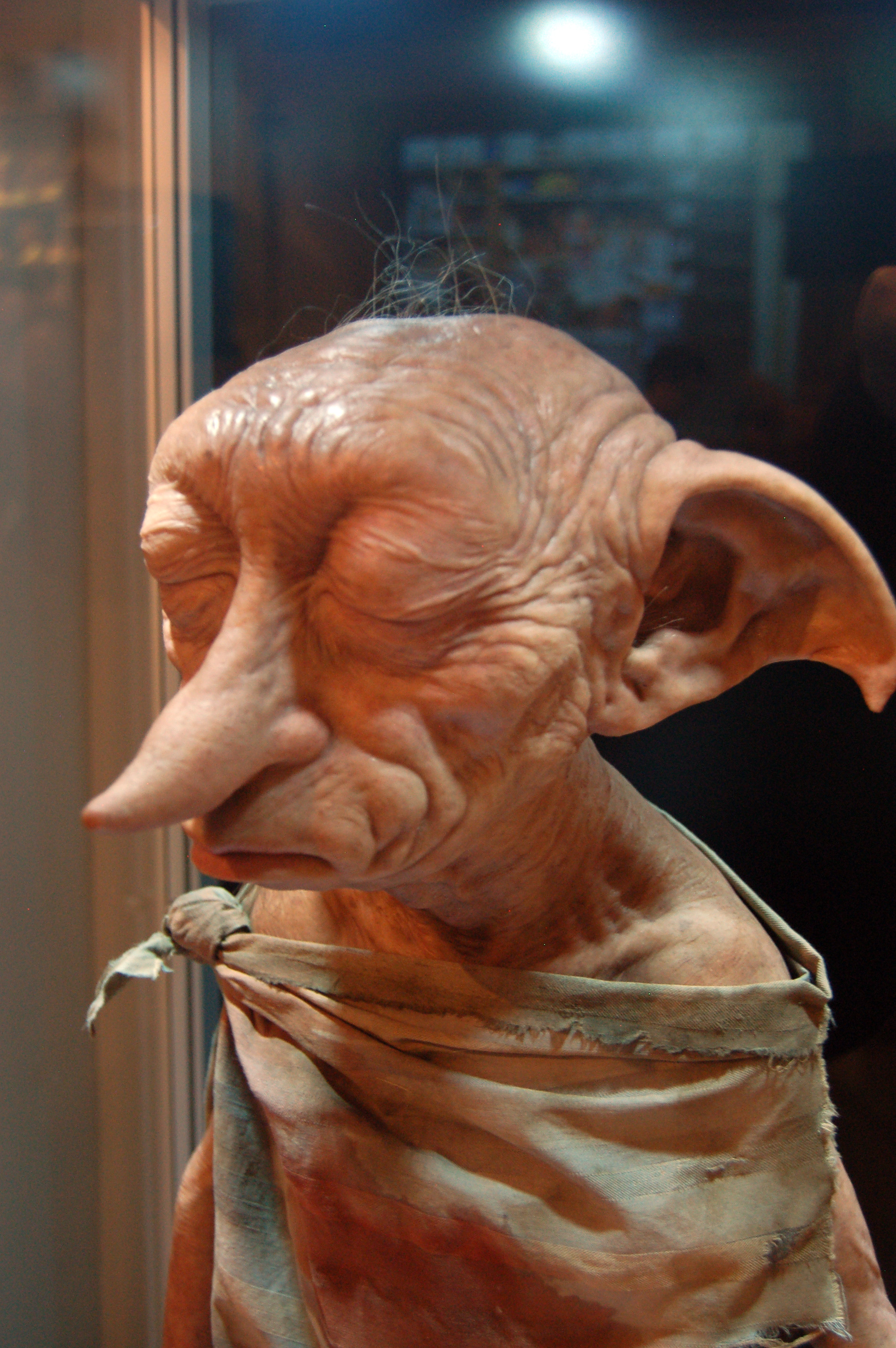
Dobby, a házimanó

A varázsvilágban – tehát a muglik számára láthatatlanul – számos varázslény létezik; ezek nagy része ismerős lehet az olvasó számára a mesékből és mitológiákból. Rowling e tekintetben meglehetősen szabadon bánt a forrásokkal: a mágikus lényeket hol az általában ismert karakterükkel emelte be a folklórból saját világába, hol csupán a nevüket kölcsönözte, de új tulajdonságokkal ruházta fel őket. A sárkányok például, mint általában, Rowlingnál is nagy testű, tüzet okádó, kincsüket féltő hüllők, a kentaurokat azonban jövendőmondásra specializálódott, meglehetősen gőgös fantasztaként mutatja be. A történetben szerepelnek még többek között házimanók, koboldok, óriások, sellők, törpék, trollok; egyesek csak epizódszereplők, mások a cselekmény szempontjából döntő fontosságúak.
A varázslények között számos olyan akad, amely teljes mértékben Rowling fantáziájának terméke. Ilyen például a sündisznóra hasonlító acsarka, az orrontó furkász, vagy épp a történetben is titokzatos morzsás szarvú szapirtyó, amelyről – a szereplőkhöz hasonlóan – az olvasó végig nem tudja bizonyosan, hogy létezik-e vagy sem. Magyar nevük a fordító leleménye.
A történetben visszatérő motívum a varázslók és egyéb varázslények egymáshoz való viszonya. A varázslók általában felsőbbrendűnek tartják magukat a többi fajhoz képest, és ez az intelligens fajok esetében komoly problémát jelent. A kentaurok és a sellők például kifejezetten rossz néven veszik, amikor félembernek (pláne félállatnak) titulálják őket. A nem-varázsló mágikus lények (például házimanók és koboldok) pálcahasználati jogát tiltja a varázslótörvény. Ez a történelem során – a koboldok esetében – nem egyszer véres összeütközésekhez vezetett, s az ősi rossz viszony a történet menetére is hatással van. A házimanók valójában a varázslók rabszolgái. A felszabadításuk kérdése jó ideig poénszámba megy az olvasó számára, azonban a történet előrehaladtával komoly jelentősége lesz annak, hogy a varázslók mennyire veszik „emberszámba” házimanóikat. Az egyik házimanó Dobby, aki nagyon kedves és barátságos. A másik Sipor, aki nem annyira barátságos, de azért nem gonosz.
Kiegészítés: A varázsolni képes teremtmények nem mindegyike él távoli erdőkben, elhagyatott barlangban vagy a mágikus világban. A vérfarkasok, de főként a vámpírok gyakran a muglik közvetlen környezetében élnek.

#### Varázsigék
A könyvekben számos varázsigével találkozunk. Fajtájukat tekintve a leggyakoribb közülük az átok, a bűbáj, a rontás és az ártás, de ezek nem mindig különülnek el élesen egymástól. Az átkok közül hármat főbenjáró átoknak neveznek.
A varázsigéket általában olyan dolgokra használják, amikre a muglik modern technológiája nem képes.
A varázsige megfelelően hangsúlyosan való kimondása mellett megfelelő pálcamozdulatra és koncentrációra van szükség, de az elég gyakorlattal és nagy varázserővel rendelkező embereknek sem pálca sem varázsige nem kell a varázslat elvégzéséhez.
A Harry Potter-sorozat varázsigéit J. K. Rowling a latin nyelvet gyakran komikus módon kicsavarva alkotta meg. A magyar fordításban Tóth Tamás Boldizsár egyes varázsigéket megtartott eredeti formájukban, mások helyett azonban részben vagy teljesen újakat alkotott. Előbbire példa a Stupefy→Stupor (kábító átok), utóbbira az Expelliarmus!→Capitulatus! (lefegyverző bűbáj).
A könyvekben nincs megmagyarázva, hogy a varázsigék hogyan "teremnek". Pedig a hatodik részben kiderül, hogy lehet varázslatokat feltalálni, Perselus Piton is talál fel ilyeneket.

#### Intézmények és helyszínek

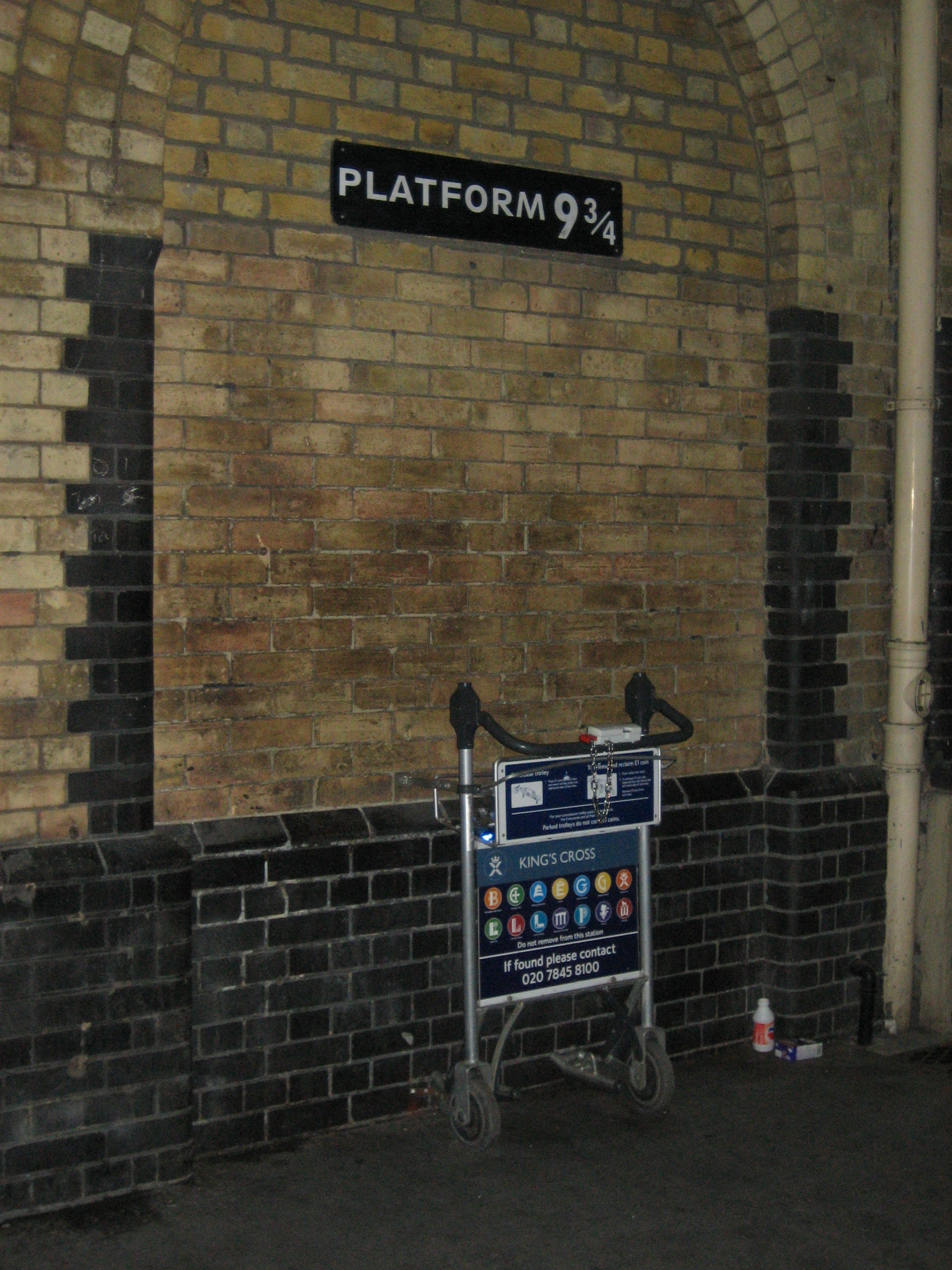
A 9 és ¾. vágány

A varázsvilág szervezése számos intézményt életre hívott. Ezek közül a hierarchia szempontjából legfontosabb a Mágiaügyi Minisztérium, amelynek számos osztálya, főosztálya és alosztálya a komikum kiapadhatatlan forrását – valamint a bürokrácia és a korrupció elítélése lehetőségének gazdag tárházát – kínálja Rowling számára.
A történet szempontjából azonban a legfontosabb intézmény a Roxfort Boszorkány- és Varázslóképző Szakiskola. A Roxfortot a 10. század végén alapította a kor négy legnagyobb mágusa: Griffendél Godrik, Hugrabug Helga, Hollóháti Hedvig és Mardekár Malazár. Ahogy az angol nyelvű országok sok iskolája, a Roxfort is úgynevezett házrendszerben működik. A Roxfort minden tanulója tagja a négy iskolai ház valamelyikének, amelyek az őket alapító boszorkányról vagy varázslóról vannak elnevezve (Griffendél, Hugrabug, Hollóhát és Mardekár). Mivel a tanulók jóformán teljes idejüket az azonos házban lévő diákokkal töltik, ez a rendszer meghatározó része a roxforti mindennapoknak. A házak rivalizálása fontos eleme a történetnek.
További intézmények és helyszínek:
- Abszol út: a muglik elől elrejtett utca Londonban; itt található számos varázsbolt Az Abszol úthoz közel van a Zsebkosz köz, ahol a sötét varázslók szoktak vásárolni.
- Gringotts: a varázslók bankja az Abszol úton,ahova a bölcsek kövét is rejtették.
- 9 és ¾. vágány: az a vágány, ahonnan a vonat indul Roxfortba.
- Szent Mungo Varázsnyavalya- és Ragálykúráló Ispotály (Londonban)
- Azkaban: a varázslók börtöne (valahol Északon, egy szigeten)
- Tiltott Rengeteg: varázslényekkel zsúfolt erdő a roxforti birtok körül
- Roxmorts: falu Roxfort közelében; az egyetlen, kizárólag varázslók és boszorkányok lakta település Nagy-Britanniában
- Wizengamot: a Legfelsőbb Varázslóbíróság
- Beauxbatons Mágusakadémia, egy varázslóiskola Franciaországban
- Durmstrang Intézet, egy varázslóiskola, feltehetőleg valahol Északon
- Grimmauld tér 12.: A Főnix Rendjének a búvóhelye (a 6. részig) és Sirius Black otthona
- Privet Drive 4.: Dursley család háza
- Az Odú: a Weasley család háza

#### A történet ideje
A történet tényleges cselekményének legkorábbi időpontját a 2. kötetben említik: ez a Roxfort alapítása a 10. században. A legkésőbbi esemény időpontja (a 7. kötet epilógusában leírtak) 2017. szeptember 1. A kötetekben elbeszélt események főideje azonban 1991 júliusa (ekkor tudja meg Harry, hogy varázsló) és 1998. május 2. (a Harry és Voldemort közötti küzdelem vége) közé esik.

### A sorozat szereplői

#### Főszereplők

##### Harry Potter
A sorozat cím-, egyszersmind főszereplője. Félvér varázsló, mert bár apja, James ősi varázslócsalád sarja, anyja, Lily mugli családban született. Egyéves korában elveszti szüleit, ettől kezdve anyai nagynénje és annak szélsőségesen mágiaellenes családja neveli. Tizenegy éves korában megtudja, hogy varázsló. A Roxfortba kerül, azon belül pedig a Griffendél házba – ahová általában a bátor szívűek. Fokozatosan ismerkedik meg a varázsvilággal, újra meg újra szembekerül szülei gyilkosával, Voldemorttal, aki csecsemőkorában őt is meg akarta ölni. Végig tehertétel számára közismertsége: sokáig „a kis túlélő”-nek nevezik, idővel pedig mint „a Kiválasztott”-at emlegetik, mert tőle várják, hogy a varázsvilágot egyszer s mindenkorra megszabadítsa Voldemort rémuralmától. Pedig voltaképpen meglehetősen átlagos fiú: sovány, szemüveges, a tanulással hadilábon áll. Azonban vitathatatlanul hű barát, képes különbséget tenni jó és rossz között és – minden szenvedése dacára – képes szeretni. Ez utóbbi tulajdonsága a legerősebb fegyvere a Voldemort elleni küzdelemben.

##### Ron Weasley
Harry legjobb barátja, az aranyvérű, ámde szegény Weasley család hatodik gyermeke. Apja minisztériumi hivatalnok, anyja háztartásbeli. Vörös hajú (mint családjában mindenki), langaléta, szeplős fiú. Nem túl jó tanuló. Egész élete bátyjai árnyékában telik, akik között akad iskolaelső, legendás hírű kviddicsjátékos, diákprefektus – és nem mellesleg Fred és George, a hóhányó (ám osztatlan népszerűségnek örvendő) ikerpár. Ron elsődleges életcélja, hogy kitörjön a középszerűségből, és végre önmagáért ismerjék és szeressék. E célját nem könnyíti meg, hogy állandóan a híres Harry Potter társaságában mutatkozik, s a rivalizálás időnként beárnyékolja barátságukat.

##### Hermione Granger
Harry másik legjobb barátja. Mugli származású: mindkét szülője fogorvos. Hosszú, göndör haja van, a kelleténél valamivel nagyobb fogai, és kicsit görnyedt válla – leginkább a könyvekkel állandóan kitömött táskája miatt. Hermione ugyanis minden könyvet elolvas, ami a keze ügyébe kerül. Kitűnő tanuló, a vizsgáin többnyire százhúsz százalékos eredményt produkál. Okoskodása, tudálékossága és kényszeres szabálykövetése miatt sokan nem kedvelik – kezdetben Harry és Ron is viszolyognak tőle. Azonban hármuk barátsága jó hatással van rá, s bár a törvényt továbbra is tiszteli, rigorozitása lényegesen alábbhagy. Okossága, szorgalmas könyvtárbújása sokszor kisegíti hármójukat a bajból.

##### Albus Dumbledore
A történet nagy részében a Roxfort igazgatója. Megjelenését tekintve olyan, mint „a varázsló”: több mint százéves, hosszú, ősz haja és szakálla van, csillagokkal díszített talárt, félhold alakú szemüveget és varázslósüveget hord. Kivételesen nagy tudású, emellett nagy bölcsességű, derűs ember. Többször kérték, hogy vállalja el a mágiaügyi miniszterséget, de ő egyrészt elkötelezte magát a tanítás mellett, másrészt félt a hatalomtól. Harry legfőbb segítője, pártfogója – voltaképpen apja helyett is apja. A történet első felében az olvasó megszokja, hogy az egyes kötetek végén minden rendbe jön, mert Dumbledore – mint afféle deus ex machina – mindent helyre tesz. Annál döbbenetesebb azzal szembesülni, hogy bizonyos helyzetek megoldásához Dumbledore varázstudománya is kevésnek bizonyul: ő is hoz hibás döntéseket – és hogy ez a szinte emberfeletti lény valójában nagyon is emberi tulajdonságokkal rendelkezik. Voltaképpen Dumbledore az egyetlen ember, akitől Voldemort fél.

##### Voldemort nagyúr
A negatív hős, a gonosz varázsló, aki világuralomra tör, s eközben mindenre képes. Számos hívet szerez magának, mert azt hirdeti, hogy felszabadítja a varázslótársadalmat a mugli elnyomás alól, s a varázslóknak nem kell többé rejtőzködniük. A varázslótársadalmat pedig egyszer s mindenkorra megtisztítja a mugli szennytől: az aranyvérű varázslók fognak uralkodni. E program már csak azért is visszás, mert maga Voldemort is félvér: anyai ágon Mardekár Malazár leszármazottja, apai ágon azonban mugli. Voldemort árvaházban nevelkedett, és mélyen megrázta, hogy anyja belehalt a szülésbe. Sokáig úgy hitte, a varázserőt apai ágon kellett örökölnie, mert ha anyja boszorkány lett volna, akkor nyilván nem halt volna meg. Hatalma növekedésével rengeteg varázsló, dementor és élőhalott áll át hozzá, a mugli világban varázslat segítségével rengeteg balesetet és természeti katasztrófát idéz elő, s a Harry Pottert védő rendszereket a Mágiaügyi Minisztériumon keresztül próbálja meg térdre kényszeríteni. Voldemort egyetlen tényleges célja önnön halhatatlansága, s ezért a legsötétebb, leggonoszabb mágiától sem riad vissza. Valóban közelebb kerül a halhatatlansághoz, mint korábban bárki. Lelkét gyilkosságok elkövetésével feldarabolja és tárgyakba rejti. Összesen 7 ilyen tárgy, vagyis horcrux van. Amikor a csecsemő Harryre szórt gyilkos átka visszapattan rá, iszonyatos fájdalmak közepette foszlik semmivé minden ereje, kiszakad testéből – de életben marad. Ettől kezdve egyetlen célja, hogy újra testet öltsön és leszámoljon Harry Potterrel.

##### Perselus Piton
Zsíros, fekete hajú, fekete szemű, görbe orrú férfi: Roxfortban ő tanítja a bájitaltant, de mindenki tudja, hogy valójában a sötét varázslatok kivédése tantárgy oktatására fáj a foga. A Mardekár házvezető tanára, s ez részben talán magyarázza, hogy nem szíveli a griffendéleseket – az az olthatatlan gyűlölet, amit Harry iránt táplál, tagadhatatlan. Ott alázza meg Harryt és barátait, ahol csak tudja. Ez azért van, mert még régebben, mikor Harry apja és barátai is a Roxfortba jártak, durván megviccelték Pitont, és mert még gyerekkorában ismerte és szerette Harry anyját, de a Teszlek süveg más házba osztotta be őket és így Harry apja elhódította tőle Lilyt, akit örökre, még halála után is szeretett. A helyzet visszásságát az adja, hogy Harryék viszont nem utálhatják őt istenigazából, mert az első rész végén kiderül, hogy Piton valójában megmentette Harry életét. Piton valós hovatartozása ettől kezdve talányos: Dumbledore többször leszögezi, hogy feltétlenül megbízik benne, ugyanakkor újra meg újra fölmerül a gyanú, hogy valójában Voldemort híve, halálfaló. Ellene szól, hogy régebben valóban halálfaló volt, de még Voldemort bukása előtt átállt Dumbledore oldalára. Kérdéses azonban, hogy a második harcban melyik oldalt választja. A hatodik rész végén megöli pártfogóját, Dumbledore-t, de az utolsó részben végre kiderül, hogy a jó oldalt szolgálja. Voldemort öli meg a Roxfort ostromában, ugyanis a Sötét Nagyúr azt hiszi, hogy így megszerezheti a Pálcák urát.

#### További szereplők
A sorozat egészében fontos szereplők még a következők:
- Rubeus Hagrid, a Roxfort kulcs- és háztájőrzője (mellékállásban vadőr), később a legendás lények gondozása tantárgy oktatója. Megjelenését tekintve kétszer akkora, mint egy átlagos ember: vagyis félóriás.Kukafedél-nagyságú tenyere, hatalmas, bozontos haja és szakálla – valamint arany szíve van.
- Draco Malfoy, Harry mardekáros évfolyamtársa, az iskolában legfőbb ellenlábasa. Hű segítői Crack és Monstro, bár inkább nevezhetjük őket talpnyalóknak, mintsem segítőknek.
- Sirius Black, Harry keresztapja, akit sok évvel korábban tévesen és ártatlanul az Azkabanba zártak, mert állítólag egyrészt egyetlen varázslattal megölt tizenhárom muglit, másrészt elárulta Harry szüleit Voldemortnak.
- Minerva McGalagony, Harry házvezető tanára, egyben az átváltoztatástan professzora. Szigorú, de igazságos, szabálykövető idős hölgy, akiről időnként kiderül, hogy van humorérzéke, és nagy ritkán az is megesik, hogy hajlandó szemet hunyni egyes házirendsértések fölött. Oszlopos tagja a Főnix Rendjének. A történet nagy részében a Roxfort igazgatóhelyettese, majd igazgatónője.
- Neville Longbottom, Harry griffendéles évfolyamtársa. Kórosan feledékeny és ügyetlen, ám annál hősiesebb és nagylelkű, jószívű fiú. Régi varázslócsalád sarja, akit nagyanyja nevel, mert szüleit Bellatrix Lestrange és férje annyira megkínozta, hogy kórházi ápolásra szorulnak. Nagyanyja állandóan szekírozza, hogy nem olyan tehetséges, mint az apja.
- Hedvig, Harry baglya, az első kötetben a 11. születésnapjára kapta R. Hagridtól. A hetedik kötetben a halálfalók véletlenül őt ölik meg Harry helyett.

## A Harry Potter-sorozat születése és fogadtatása

### A kezdetek

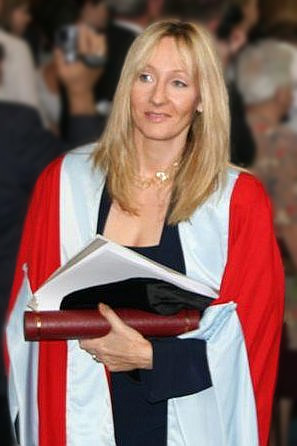
J. K. Rowling, a Harry Potter-sorozat szerzője

J. K. Rowling 1990 nyarán sokat utazott a Manchesterből Londonba tartó vonaton. Az egyik ilyen út alkalmával fogalmazódott meg benne az ötlet egy fiúról, aki varázsló, de nem tud róla, és aki varázslóiskolába fog járni. Az egész történet kristálytisztán megszületett a fejében. Mikor négy órával később leszállt a vonatról a King’s Cross pályaudvaron, már több karaktert és helyszínt is kitalált. A történeten az ebédidejében dolgozott, pubokban és kávéházakban. Közben rövid történeteket és két máig kiadatlan, felnőtteknek szóló novellát is írt, de ideje nagy részében a Harry Potter-történetekkel foglalkozott. 1991-ben Portugáliába költözött, ahol 1992-ben megházasodott, majd hamarosan el is vált. Csecsemő kislányával és bőröndjével, amely tele volt Harry Potter-feljegyzésekkel és -fejezetekkel, visszautazott Angliába, ahova 1994 karácsonyán érkezett meg. Skóciába, Edinburgh-be költöztek, ahol húga, Di is lakott. Tanári állást szeretett volna kapni, de előtte be akarta fejezni könyvét. Hogy ne a nyirkos, fűtetlen lakásban legyenek, Rowling lányával napjait egy kávéházban töltötte, itt fejezte be Harry Potter történetét. Nehéz helyzetében a Skót Művészeti Tanácstól kért támogatást, amit meg is kapott, mikor a könyvét befejezte. A teljes neve: Joanna Kathleen Rowling.
Ezután nekilátott kiadót keresni, de sorban utasították el. Végül Londonban talált egy ügynököt (Christopher Little), akinek sikerült eladnia 1996 augusztusában a Harry Potter és a bölcsek köve (Harry Potter and the Philosopher’s Stone) kéziratát az angliai Bloomsbury Children’s Books kiadónak, kb. 4000 dolláros áron. A könyv 1997. június 26-án jelent meg Angliában.

### Fogadtatás és a további könyvek
Az írónő sokáig azt gondolta, hogy nem fogják felfedezni. Tévedett: hamarosan záporozni kezdtek a díjak. Néhány hónappal később a Bolognai Gyermekkönyvvásáron Arthur Levine, a Scholastic Books szerkesztő-igazgatója megvásárolta az amerikai kiadási jogokat 105 000 dollárért. Az írónő ekkor felmondta tanári állását, hogy minden idejét a Harry Potter-sorozat írásának szentelhesse. 1998. július 2-án a Bloomsbury gondozásában megjelent a Harry Potter és a Titkok Kamrája, pár hónappal később az USA-ban pedig az első kötet, Harry Potter and the Sorcerer’s Stone (’Harry Potter és a Varázsló köve’) címen. A címváltozás Rowling engedélyével történt, de azóta megbánta. Ezzel egy időben a Warner Bros. hétszámjegyű összegért megvette az első két könyv megfilmesítésének jogát.
1999 januárjában, a Harry Potter és a Titkok Kamrája puhafedeles változatának megjelenésekor a történet egyik kulcsszínhelyén, a King’s Cross pályaudvarnál eltemettek egy időkapszulát, a gyerekek azt igyekeztek megjósolni, hogy mi fog történni a majdan megjelenő 7. kötetben.

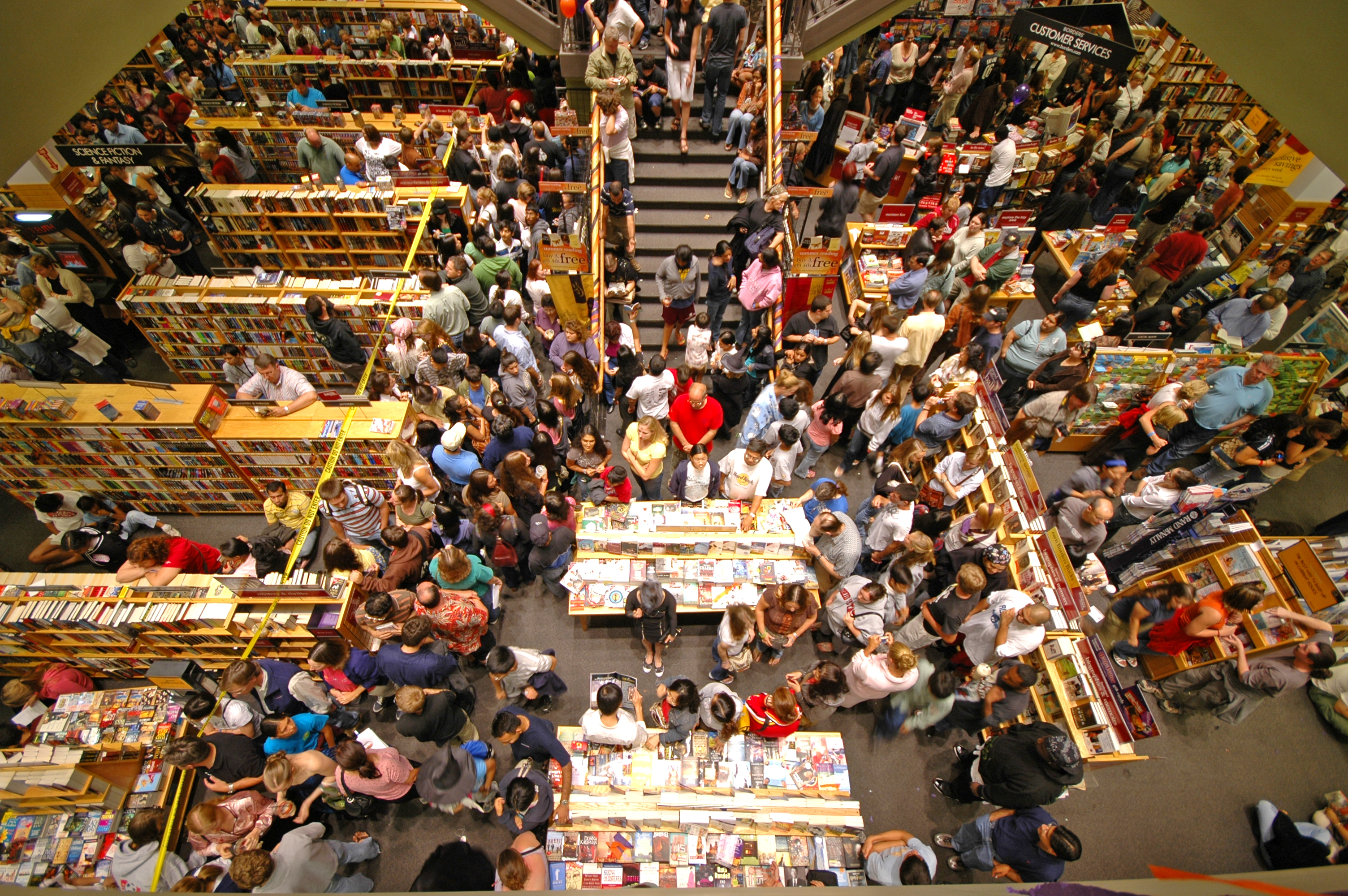
Várakozás a Harry Potter és a Halál ereklyéi megjelenésére egy kaliforniai könyvüzletben, pár perccel a hivatalos megjelenés előtt

1999. július 8-án a Bloomsbury gondozásában megjelent a Harry Potter és az azkabani fogoly. A megjelenést délután 3 óra 45-re időzítették, mert félő volt, hogy egyébként a könyv miatt a gyerekek lógnának az iskolából. A megjelenést követő első három napon 64 000 példányt adtak el belőle, ezzel a harmadik Harry Potter-kötet könyv a világ leggyorsabban fogyó könyvévé vált.
2000 márciusában egy sajtótájékoztatón J. K. Rowling elárulta, hogy a megjelenés előtt álló negyedik kötetben valaki meg fog halni. A Harry Potter és a Tűz Serlege az év július-án jelent meg, és megdöntött minden addigi eladási rekordot. A megjelenés napján Nagy Britanniában 372 775 példányt adtak el – annyit, amennyit a harmadik kötetből az első évben.
Az ötödik kötet megjelenésére a rajongóknak három évet kellett várniuk. Időközben – 2001 márciusában – megjelent két kisebb könyvecske: a Legendás állatok és megfigyelésük és A kviddics évszázadai, amelyek teljes bevétele a legszegényebb országokban élők megsegítésén munkálkodó Comic Relief jótékonysági szervezetet illeti. Ez azonban kevés volt a rajongók csillapítására, és a hosszúra nyúlt várakozás ezen ideje vezetett a teóriagyártás („Vajon mi fog történni…?”) és a fanfiction-írás minden képzeletet meghaladó mértékéhez.
2003. június 21-én megjelent a Harry Potter és a Főnix Rendje, 2005. július 16-án a Harry Potter és a Félvér Herceg, végül 2007. július 21-én megjelent a Harry Potter és a Halál ereklyéi. A sorozat befejező kötetéből Nagy Britanniában az első 24 órában több mint 2 000 000 példányt, a világon összesen (ugyancsak az első 24 órában) több mint 11 000 000 példányt adtak el. Mind a kemény-, mind a – 2008 júliusában kiadott – puhafedeles változatot újrahasznosított papírra nyomták.
A teljes Harry Potter-sorozatból szerte a világon – 65 nyelvre lefordítva – eddig több mint 350 millió példány – más forrás szerint több mint 400 millió példány – kelt el.

#### Díjak és elismerések
| Könyv                              | Év       | Díj                                                             |
| Harry Potter és a bölcsek köve     | 1997     | Nestlé Smarties Book Prize aranyérem, 9-11 éves kategória       |
| Harry Potter és a bölcsek köve     | 1997     | FCBG Gyermekkönyv Díja, általános győztes és regény kategória   |
| Harry Potter és a bölcsek köve     | 1997     | Birmingham Cable Gyermekkönyv Díj                               |
| Harry Potter és a bölcsek köve     | 1997     | British Book Awards Az Év Gyermekkönyve                         |
| Harry Potter és a bölcsek köve     | 1998     | Young Telegraph, Az év „Paperback”-je                           |
| Harry Potter és a bölcsek köve     | 1998     | Sheffield Gyermekkönyv Díj                                      |
| Harry Potter és a bölcsek köve     | 2001     | Whitaker Platina Könyvdíj                                       |
| Harry Potter és a Titkok Kamrája   | 1998     | Nestlé Smarties Book Prize aranyérem, 9-11 éves kategória       |
| Harry Potter és a Titkok Kamrája   | 1998     | FCBG Gyermekkönyv Díja, általános győztes és regény kategória   |
| Harry Potter és a Titkok Kamrája   | 1998     | British Book Awards Az Év Gyermekkönyve                         |
| Harry Potter és a Titkok Kamrája   | 1998     | North East Scotland Könyvdíj                                    |
| Harry Potter és a Titkok Kamrája   | 1998     | The Booksellers Association, Az év Bokkseller-szerzője          |
| Harry Potter és a Titkok Kamrája   | 1999     | Skót Művészeti Tanács Gyermekkönyvdíja                          |
| Harry Potter és a Titkok Kamrája   | 1999     | North East Könyvdíj                                             |
| Harry Potter és a Titkok Kamrája   | 2001     | Whitaker Platina Könyvdíj                                       |
| Harry Potter és az azkabani fogoly | 1998     | The Booksellers Association, Az év Bokkseller-szerzője          |
| Harry Potter és az azkabani fogoly | 1999     | FCBG Gyermekkönyv Díja, regény kategória                        |
| Harry Potter és az azkabani fogoly | 1999     | Nestlé Smarties Book Prize aranyérem, 9-11 éves kategória       |
| Harry Potter és az azkabani fogoly | 1999     | Whitbread, Az év gyermekkönyve                                  |
| Harry Potter és az azkabani fogoly | 1999     | British Book Awards, Az év szerzője                             |
| Harry Potter és az azkabani fogoly | 2001     | Whitaker Platina Könyvdíj                                       |
| Harry Potter és a Tűz Serlege      | 2001     | Skót Művészeti Tanács Könyvdíja                                 |
| Harry Potter és a Tűz Serlege      | 2001     | Gyermekkönyvdíj, 9-11 éves kategória                            |
| Harry Potter és a Tűz Serlege      | 2001     | Whitaker Platina Könyvdíj                                       |
| Harry Potter és a Tűz Serlege      | Hugo Díj |                                                                 |
| Harry Potter és a Főnix Rendje     | 2003     | WH Smith People’s Choice Könyvdíj, „Fikció” (Fiction) kategória |
| Harry Potter és a Félvér Herceg    | 2006     | Brit Könyvdíj                                                   |
| Harry Potter és a Félvér Herceg    | 2006     | WH Smith, Az év könyve                                          |

#### Vallásos ellenvetések

##### Általános kritika
A Harry Potter-jelenséget komoly ellenérzések fogadták a keresztény egyházak részéről. Az alábbi táblázat párhuzamba állítja a Harry Potter-sorozat (állítólagos) világképét a Biblia világképével. E gyűjtemény aránylag pontos keresztmetszetét adja mindannak, amivel Rowlingot a szóban és írásban, sajtóban és internetes fórumokon megvádolták.
| A Harry Potter világképe | A Biblia világképe |
| --- | --- |
| A természetfölötti világgal való kapcsolat csak a varázslók előjoga, akik rendelkeznek az ehhez szükséges (ezoterikus) többlettudással. | Természetfölötti segítség az Úrtól jön, akitől alázatosan kérhetjük azt.                                                              |
| Természetfölötti segítség két formában érkezhet: saját kivitelezésű vagy egy másik varázsló által előidézett mágia révén Harry egyre mélyebb felismerésekre jut a varázslók titkos világában, így képezi magát tovább, ez jelenti az előrehaladását. | Az ember megváltásra szoruló teremtmény. Megtérés révén talál vissza tulajdonképpeni rendeltetéséhez, ami az Istennel való kapcsolat. |
| Harryt saját ösztöne vezérli abban a tekintetben, hogy mi a jó, és mi a rossz. | Isten Igéje vezessen bennünket a döntéseinkben.                                                                                       |
| Hogy mi helyes, ill. mi helytelen, azt az egyén maga határozza meg. | Isten határozza meg, mi a jó, ill. mi a rossz. Ehhez saját maga, a Tökéletes, Jó és Szent jelenti a mércét.                           |
| Kiválasztottként Harry újra meg újra megengedheti magának a törvénytiprást. | Isten törvényei mindenkire egyformán érvényesek.                                                                                      |
| Az ember képes saját erőből arra, hogy a jót válassza és tegye. | Az ember a gonoszt csak Krisztus megváltói műve révén tudja legyőzni.                                                                 |
| Undorító és veszélyes lények teszik a varázslóképző iskola körül izgalmassá, de egyben nyugtalanítóvá is a természetet. | Isten a teremtés által alapvetően szép, elbűvölő, felüdítő életteret alkotott.                                                        |
| A sok szellem, kísértet és természetfölötti jelenség elmossa a halál abszolút határát, és tisztázatlan marad az elhunytak holléte. | A Biblia szerint a halált igazságos ítélet követi, amelyben eldől az ember további sorsa: örök kárhozat vagy örökkévaló élet.         |
| Dualista, kétpólusú világ, amelyben a szemben álló felek (a jó és a gonosz) egyformán erősek. | Két világ van (a világosság, ill. a sötétség birodalma), de Jézus Krisztus már győzelmet aratott ez utóbbi fölött.                    |
| A muglikat, azaz a varázsláshoz nem értőket unalmasaknak, másoknál mindent jobban tudni vélőknek állítja be. | Isten Igéje szerint minden ember becsülendő, még az eltérő felfogásúak is.                                                            |

A keresztényellenesség, horribile dictu, a sátánizmus vádjaira a Rowling, ill. a rajongók által adott válaszok általánosságban a következőképpen foglalhatók össze:
- A Harry Potter nem teológiai értekezés, hanem fantasy regény. Számonkérni rajta a mögöttes világképet pontosan ugyanolyan érvénnyel lehet, mint bármely más mesén, például a Hófehérkén.
- Kétségtelen, hogy a sorozatban nincs említés Jézusról és a megváltásról. Azonban hermeneutikailag tarthatatlan egy művön azt számonkérni, hogy miről nem szól. Számos mű nem tesz említést Jézusról, mégse lehet mondani rájuk, hogy hamis morált képviselnének.
- Az az állítás, hogy a Harry Potter-sorozat önmegváltást tanít, akkor lenne helytálló, ha tanítana bármit is a megváltásról. A megváltás azonban par excellence teológiai válasz jó és rossz kérdésére, a Harry Potter viszont nem a teológia nyelvén keres (és kínál) válaszokat a jó és rossz problematikájára. A kötetekben több helyen ki van mondva, hogy a szeretet, a másik érdekeinek alázatos figyelembe vétele a helyes cselekedet, ami egybeesik a keresztény tanításokkal.
- Nem igaz, hogy a könyvek mágiára „tanítanak”. Az ezoterikusok által gyakorolt, vagy Biblia által leírt mágia csak hangalakilag azonos a Harry Potter-ben szereplő fiktív mágiával. Ténylegesen semmi közük egymáshoz. A Biblia által leírt mágia ugyanis lenyúlás az alvilág erőihez, és azok felhasználása. Az ezoterikusok által használt mágia is kapcsolatlétesítés túlvilági entitásokkal. A Harry Potterben nincs szó alvilági erőkkel való kapcsolat létesítéséről. A mágia inkább egy erőtérhez hasonlítható, ennek a világnak, a természetnek a része, a szerző mondta is, hogy fantáziavilágában egy meghatározott gén teszi képessé a varázslókat arra, hogy felhasználják ezt az erőteret. A könyvekben leírt mágia nem működik a valóságban. Ha bármely olvasó vesz egy fapálcát és kimondja a regényben szereplő varázsigéket, nem történik semmi.
- Nem igaz, hogy kívánatosnak mutatná be a könyv a varázslás képességét. A könyvek inherens világképében a mágia ugyanolyan természetes, mint a mi világunk mágiamentessége – a varázslók és boszorkányok élete semmivel nem egyszerűbb, szebb vagy vonzóbb a mienknél.
- Nem igaz, hogy a könyvek a muglik lenézésére tanítanak. Ellenkezőleg: a sorozat egészének egyértelmű üzenete, hogy valaki nem attól jó vagy rossz ember, hogy bír-e mágikus képességekkel.
- A gonosz plasztikus ábrázolása nem teszi a jelenséget kívánatossá.

- Az ember halál utáni sorsára vonatkozóan valóban nem kapunk egyértelmű választ. Azonban ez nem áll ellentétben a keresztény tanítással, hiszen a Biblia is képekben és hasonlatokban szól az örök életről. Közös „tanítása” a Bibliának és a Harry Potternek, hogy az ember végső értékét a jó és rossz közötti tudatos döntései határozzák meg – a konkrétumok vonatkozásában azonban a Biblia azt mondja: „Szem nem látta, fül nem hallotta, emberi szív föl nem fogta, amit Isten azoknak készített, akik őt szeretik.”[28] Sokak szemében viszont a hetedik részben, amikor Harry halálközeli élményt él át, és egy fényes helyen találkozik az elhunyt Dumbledore professzorral, egyértelműen utalás a túlvilági életre. Ezenfelül arra is, hogy halála után az ember megkapja bűneinek vagy erényes cselekedeteinek jutalmát. A keresztény teológiában a pokolra kerülő ember önmagát zárja ki az Istennel való kapcsolatból. A hetedik részben, a halálközeli élmény átélésekor Harry látja Voldemort lelkét agonizálni, Dumbledore azt mondja neki, hogy az egy olyan jelenség, amin senki nem képes segíteni. Elmondja Harrynek, hogy visszamehet az élők sorába, s ha történetesen mégis meghalna, sokkal kevesebb oka van félni attól, hogy visszakerül ide, mint Voldemortnak.
- Nem igaz, hogy az erkölcsi törvények áthágására buzdít a könyv: hiányos tudású, esetleg részben gonosz emberek és hivatalok előírásait szegik meg Harryék, általában azért, hogy emberek életét megmentsék. Ez párhuzamba állítható a bálványimádás helyett az Első Parancsolat követésével: Uradat, Istenedet imádd, és csak neki szolgálj!
- Nem igaz, hogy nincs világos határ jó és rossz között. A történet végső kimeneteléből világosan kiderül, hogy a választóvonal a szeretet – e felfogás pedig történetesen egybecseng a keresztény tanítással.[29]

##### Dumbledore homoszexualitása
A fentieken kívül komoly ellenérzést váltott ki Rowling azon bejelentése, amely szerint Albus Dumbledore homoszexuális. Sokak felháborodására jellemző tartalmilag az alábbi (javított helyesírású) idézet:
S most, amikor milliónyi gyermek szívét vásárolta meg, a szerző Dumbledore-t a homokos lobby reklámjává teszi. Rowling ezzel az árulásával a fiatalok megrontását szolgálja. Hogyan értelmezzük ezek után Harry és Dumbledore zárt ajtók mögött töltött, bizalmas óráit? Hogyan tekintsünk barátságukra, mely eddig olyan nemesnek, tisztának és felemelőnek tűnt? Vajon mit gondolhat erről Dante Alighieri, a másik író, aki olvasóit a természetfeletti világba vezette? Dante szegényen, száműzve városról városra vándorolva írt, de nagyon jól tudta, mekkora hatalom az irodalom, és mekkora felelősség írni. Valószínűleg azok között a kárhozottak között találna helyet Rowling számára, akik, mint a trubadúr Bertran de Born, sikamlós, csábító dalaival híres lett, belebonyolódott a politikába is, és szembeállította a fiatal francia királyt az apjával. A firenzei költő pontosan tudta, mennyire súlyos bűn az árulás, és a pokol legmélyebb bugyraiba készített helyet Júdáshoz és Brutuszhoz közel az árulóknak.
J. K. Rowling, aki egykor az Amnesty International munkatársa volt, nyílt elkötelezettje az emberi jogoknak. Ez magából a sorozat szövegéből is kitűnik (vö. a házimanók felszabadításának ügye, ill. a vértisztasággal kapcsolatos állásfoglalása). Dumbledore utólag nyilvánosságra hozott szexuális orientációja semmilyen módon nem írja felül sem a könyvek tartalmát, sem azok erkölcsi mondanivalóját. Ezzel szemben magyarázatul szolgálhatnak az utolsó kötet egy nyitva hagyott kérdésére, nevezetesen, hogy a tizenéves Dumbledore miként kerülhetett érzelmileg oly közel egy szintén ifjú sötét varázslóhoz (Gellert Grindelwaldhoz), hogy átmenetileg elveszítse morális ítélőképességét. Az egyszavas magyarázat erre nem a homoszexualitás, hanem a szerelem, amely képes a legemelkedettebb jellemek tisztánlátását is elhomályosítani. E Rowling – és a világirodalomban oly sokak – által képviselt közhely igazságtartamával természetesen lehet vitatkozni, egyebek között a keresztény aszkézis érvrendszerével. Ekkor azonban a téma már nem a Harry Potter-sorozat, és nem is a homoszexualitás.
A témához kapcsolódóan lásd még: homofóbia.

## A Harry Potter-sorozat jelentésrétegei

### A könyvek humora
A Harry Potter-sorozatnak lényegi eleme a humor. Ez a legkülönfélébb módokon nyilvánul meg, kezdve az egyszerű „altesti” viccelődéssel, számtalan helyzetkomikumon és groteszk elemen át a mélyen árnyalt jellemkomikumig. Az első kötetekben nagyobb szerepet kapnak a harsány diáktréfák, de a történet előrehaladtával ezek mindinkább átadják helyüket a finomabb iróniának. Ennek egyik oka lehet a történet fókuszában álló főhős – Harry – életkori változása és érettebbé válása. A másik ok (ettől nem teljesen függetlenül) a történet elkomorulása: a vidám, kalandos történet a 4. résztől fokozatosan elkomolyodik. A komikum mindinkább csak humoros közjátékként jelenik meg az amúgy igen komoly történetben. Az utolsó részben Rowling már kifejezetten kevés lehetőséget biztosít az olvasónak a nevetésre, bár egy-egy humoros elem a legdrámaibb helyzetekben is megjelenik.

### Fejlődésregény
A Harry Potter regényeket izgalmassá teszi, hogy a könyveket olvasó gyerekek együtt nőhetnek fel a karakterekkel. A könyvek egy-egy egymást követő tanévet dolgoznak fel, így részről részre idősebbek lesznek a szereplők, ezáltal megfigyelhetjük ahogy szép lassan felnőnek.
Ebből következik az, hogy a könyvek sorban egyre árnyaltabbak, érettebbek, több "kalandon kívüli" szállal is rendelkeznek, ahogy az olvasót(a szintén érésben lévő gyermeket) is egyre több dolog érdekli. Ilyen pl. a diákok közötti egymáshoz való vonzódás, szerelem; külföld stb.

### Erkölcsi kérdések
A Harry Potter-könyvekben rendkívül fontos a morális tanulság, a könyvek alapját adják az ezen témákat érintő történetszálak. Harry-nek és barátainak a könyvek fordulópontjain fontos döntéseket kell hozniuk, és amelyekből később aztán az írónő leszűri a tanulságot nyíltan és kevésbé nyíltan. A könyvek témája a szeretet, tartás, barátság, és az emberi természet tökéletlensége. Harry maga sem tökéletes, sokszor önző, ingerlékeny és makacs. Ám mégis, ahogy Sirius Black figurája mondta az ötödik rész filmváltozatában, ,,Harry egy jó ember, akivel rossz dolgok történnek." Harry figuráján nyomot hagytak gyerekkora rémségei, kezdve a szülei halálával és nevelőszülei már-már stilizált utálatával. A kimaradt gyerekkor rengeteg problémát okoz neki, nemegyszer majdnem ez okozza vesztét, lásd a Bölcsek köve zárását, ahol Voldemort szülei visszahozásával kísérti, a mágikus kőért cserébe. Harry azonban mindig szilárd jellemnek bizonyul, és ez valószínűsíthetően nevelőszüleinél töltött időszakának köszönhető, ahol meg kellett tanulnia kiállni magáért.
A sorozat egy pontján, a Halál Ereklyéi-ben lehull a lepel Dumbledore múltjáról, és ez komoly dilemma elé állítja Harry-t, aki mentoráról megtudja az igazat, és meginog a hite benne. Ez újabb jellegzetes vonása a könyveknek, amikor is egymást kötetek óta ismerő és konfliktus mentes barátságban élő szereplők között az idő múlásával megváltozik a viszony, lásd még Harry és Ron vitáját a Tűz Serlegében, mely kihat a könyv jó egyharmadára, vagy a Lupin és Tonks házasságát. Dumbledore-ról kiderül, hogy pontosan annak volt egyszer szorgalmazója, ami ellen a könyv jelen idejében küzd, és ez Harry-t tanácstalanságba és kételyek közé sodorja, hisz rájön, hogy mentora ki is volt igazából. Végül Harry rájön, hogy Dumbledore eddig kifogástalan hírneve abból ered, hogy az igazgató pontosan tudja, mi ellen harcol, hiszen ő is megtapasztalta az ellenség erejét, ismeri csábításának hatalmát és pontosan e miatt jelenti Voldemort-ra akkora veszélyt, amekkorát senki más a szériában – Harry-t leszámítva. Dumbledore pontosan a megtört bölcs szerepét kapja a sorozatban, aki egy ideig talán irigylésre méltón tiszta, ám legbelül már egy elbukott, és bűneiért vezeklő áldozat, akinek ideje régen lejárt, s aki igyekszik tudását minél hamarabb átadni Harry-nek. Megtörtségére bizonyíték a Halál Ereklyéi King's Cross-álomjelenete, ahol Dumbledore Harry-től kér erőt, s könnyezik, mert egy életen át hordta bűnét.
Piton figurája sok szempontból kiegészítése Dumbledore karakterének, ennek leginkább egyértelmű jelzése Harry fiának neve: Albus Perselus Potter. Piton is sokat szenvedett, gyerekkorában egyedül volt, és legfőbb remény forrása a Roxfort ígérete volt. Szülei darabokra hullott kapcsolata és a magány megkeserítette, és egy életre megmérgezte. Piton életének fordulópontja, karakterének mozgatórugója Harry anyjával, Lily-vel való találkozása lesz. Piton beleszeret a lányba, és szinte kisajátítja, majd Roxfortba utazásuk során is mellette marad. Barátságuk megszűnését előrevetíti, hogy ellentétes házakba osztják be őket. Később apránként fodrozódnak az ellentétek köztük, mely végül szétválásukat eredményezi. Piton nem mond le a lányról, ám miután Voldermort szolgálatába áll, megpecsételi a sorsát. Kihallgatja Trelawney professzor jóslatát a kiválasztottról, majd miután rájön, hogy Voldemort Lily fiára vonatkoztatja jóslatot, Dumbledore segítségét kéri. Itt elhangzik az ,,undorodom magától" mondat Dumbledore szájából, mely később kontrasztba állítható az igazgató Piton iráni tiszteletével. Lily halála után Piton összeomlik, és lelkének épségét csak azzal tudja megőrizni, hogy megígéri Dumbledore-nak, vigyázni fog Harry-re, mint Lily fiára és ezzel leróhatja tartozását előtte. Piton bukása természetébe van kódolva, tipikusan tragikus antihős, akinek jelleme bár erősen kétes, de önfeláldozása mégis példamutató, amelynek erejét Harry csak akkor ismeri fel, mikor ő is feláldozza magát. Így Piton karaktere az egyik legösszetettebb, legelgondolkodtatóbb a sorozatban, kinek bukása szívszorító, s utolsó kérése mutatja: mennyire tiszta szívű, morálisan példamutató személyiség ő.

### Szabad akarat vagy predesztináció kérdése
Az 5. kötettől egyre hangsúlyosabbá válik az a kérdés, hogy az ember sorsát körülményei határozzák meg, vagy egyéni döntése, s ezáltal mennyire felelős tetteiért. A Harry születése előtt elhangzott jóslat szerint Voldemortot csak egyetlen személy döntheti meg, aki az alábbi tulajdonságokkal rendelkezik: július végén születik, szülei háromszor sikeresen visszaverték Voldemortot, és a Sötét Nagyúr egyenrangúként jelöli meg őt.
Dumbledore a hatodik kötetben kifejti, hogy a jóslat semmit nem jelentett volna, ha Voldemort nem értesül róla és nem cselekszik rá építve – a professzor már az ötödik kötetben elmondta Harry-nek, hogy nem is feltétlenül Harryre utalt a prófécia, azt Voldemort döntése teljesítette be: ő jelölte meg Harry-t egyenrangúként, amikor rátámadt.
A történet arra fut ki, hogy Harry és barátai nem befolyásolhatják Voldemort választását – a Nagyúr mindenképpen vadászni fog rá, mert komolyan veszi a jóslatot – de döntő fontosságú, hogy ők ezt hogyan élik meg: szerencsétlenségnek, ami elől menekülni kell, vagy fel akarják szabadítani az emberiséget a Sötét Nagyúr uralma alól.

### Politikai konnotációk

#### Antirasszizmus
A sorozat egyik fő témája, a vértisztaság kérdése egyértelműen a rasszizmus allegóriájának tekinthető. Rowling állásfoglalása e kérdésben világos. Egyrészt a szövevényes történetfűzés során a legkülönbözőbb képességű és származású emberek között találkozhatunk a legkülönbözőbb moralitású emberekkel, így nyilvánvaló, hogy egy ember erkölcsi megítélése szempontjából mind származása, mind képességei lényegtelenek. Másrészt viszont, akik a varázslók vértisztaságát valóban fontos kérdésnek tartják, azok egytől egyig negatív hősök (gonosz varázslók). Mivel pedig a vértisztaság problémája (pontosabban a szereplők ezzel kapcsolatos állásfoglalása) nem csupán mellékszál, hanem mindinkább a történet középpontjába kerül, a Harry Potter-sorozat egésze az antirasszista irodalom fontos darabjának nevezhető.
– És mondd, Király, mit válaszolsz azoknak a hallgatóknak, akik erre azt mondják, hogy az ilyen veszélyes időkben a varázslók az elsők? – kérdezte Lee.

– Nekik azt válaszolom, hogy a varázslók az elsők szólamot csak egy lépés választja el az aranyvérűek az elsők elvtől, és akkor már majdnem a halálfalók ideológiájánál tartunk. Ne feledjük, hogy valamennyien emberek vagyunk. Minden ember élete ugyanannyit ér, és egyformán méltó a védelemre.

– Ezt gyönyörűen mondtad, Király. Ha egyszer kikeveredünk ebből a kalamajkából, drukkolni fogok, hogy téged válasszanak mágiaügyi miniszternek.

#### Antitotalitarizmus
Az antirasszizmus témájától egyáltalán nem függetlenül, de azon túlmenően a sorozat élesen állást foglal a totalitarizmus ellen, illetve az ahhoz vezető úttal szemben. A Mágiaügyi Minisztérium korábban „kedves maflaságai” a Harry Potter és a Főnix Rendje c. részben ijesztő méreteket öltenek. A minisztérium Dolores Umbridge személyében egy szadista pszichopata hivatalnokot állít a Roxfort élére, akinek intézkedései nyomán kiderül, hogy itt nem egy új tanár „szokásos heppjeiről” van szó, hanem új rend van születőben. Umbridge a minisztérium gátlástalan kiszolgálója. Az iskolában fegyelmi intézkedéssel eltörli mind a diákok, mind a tanárok elemi szabadságjogait, orwelli kémhálózatot szervez, és eszköztárában előkelő hely jut mind a lelki megalázásnak, mind a fizikai kínzásnak. Regnálása alatt az iskola börtönné válik – ezzel párhuzamosan azonban a – korábban megszokott – házirendsértések (az illegális önvédelmi szakkör) és diákcsínyek (a Weasley-ikrek tevékenysége) új jelentést kapnak: ellenállási mozgalom bontakozik ki bennük, amelyhez (hallgatólagos erkölcsi támogatással vagy effektív segítségnyújtással) számos tanár is csatlakozik.

### A halál témája
Harry minden egyes év (könyv) végén halálközeli élménybe kerül. Albus Dumbledore hasznos tanácsokkal, információkkal és válaszokkal látja el Harryt, melynek volt már helyszíne a gyengélkedő, az igazgatói szoba és a sötét varázslatok kivédése tanterem Remus Lupin távozása után a harmadik könyvben.
Ezekben a beszélgetésekben mindig felbukkan Voldemort, esetenként a horcruxok vagy a hetedik könyv végén a halál ereklyéi. 
Rendszerint felbukkan az ilyen beszélgetések során vagy a könyv elején vagy közepén a halál témája.
Molly és Arthur Weasley, vagy Sirius Black óva inti Harryt attól, hogy veszélyes kalandokba kerüljön, melynek vége tragédiával végződik.
Dumbledore-ral Harry a jóslatról beszélget, elemezik a lényeget: "Nem élhet az egyik, míg él a másik". Dumbledore a Félvér Herceg-ben felnyitja Harry szemét arra, hogy nem mindegy, hogy saját szándékából vagy kötelességből kell megölnie Voldemortot.
A könyvek során előkerül Harry szüleinek, Lily Potter és James Potter halálának témája. Erre a témára különösen a harmadik és a hetedik könyvben fektet Rowling nagy hangsúlyt.

## A „Harry Potter-jelenség”
Azt, hogy a Harry Potter több, mint egy sikeres könyvsorozat a sok közül, és valóban indokolt lehet „Harry Potter-jelenség”-ről beszélni, megfelelően illusztrálja, hogy a Google a „Harry Potter” és a Jézus keresőkifejezésekre nagyságrendileg ugyanannyi magyar nyelvű találatot (kb. 1,6 millió) produkál. Az ugyanezen számszerűsített adat mögötti jelenséget a médiában gyakran a „Harry Potter-őrület” vagy „Harry Potter-láz” kifejezésekkel, illetve a jelen szakasz címében is használt fordulattal adják vissza.

### Megdöbbentő tény: a gyerekek olvasnak!
A fenti kifejezések alapértelmezetten a könyvsorozat csaknem minden rekordot megdöntő sikerére utalnak, értve ezalatt elsősorban az eladási mutatókat. Ennek jelentősége elsősorban az ismételt rácsodálkozás arra a tényre, hogy abban a korban, amikor a gyerekek közmondásosan nem (vagy csak nagyon keveset) olvasnak, a gyerekek mégis olvasnak. Az e tényre reflektáló szakmai fórumok népszerű két kérdése:

#### Miért késztet olvasásra?
E kérdésre sokféle válasz született: vannak, akik a sorozat számtalan erényének bizonyítékát látják benne, mások ellenkezőleg, azon véleményüket látják igazolva, hogy a Harry Potter szöveg azért olvastatja magát az amúgy igénytelen olvasókkal, mert maga is igénytelen. E két nézet között – de teljesen más dimenzióban – foglalnak helyet azon vélemények, amely szerint a Harry Potter-sorozat irodalmilag számos értéket felvonultat ugyan, sikerességének oka azonban az, hogy maga a szöveg (és a szerző) démonizált: a lelkes olvasók valójában a sátán rosszindulatú megtévesztő praktikájának áldozatai.
Elnézem Jo Rowlingot – nem csinibabává retusált sztárfényképét a Világhálón, hanem azt a felvételt, amely a Harry Potter and the Half-Blood Prince borítóján látható. Ziláltságot, diszharmóniát látok a különben csinos, intelligens arcon. Nem tudom elfojtani az érzést, hogy ennek a rendkívüli tehetségű írónőnek életére sötét árnyat vet az okkultizmus.
Ismét más magyarázatok nem a szöveg irodalmi értékére vagy értéktelenségére, nem is annak – vélt vagy valós – transzcendens implikátumaira koncentrálnak, hanem pszichológiai megközelítést alkalmaznak..

„Varázsvilágra nemcsak a bántalmazottaknak vagy a szemüvegeseknek, a félfülükre süketeknek (Aranyka), a hibás beszédűeknek, mint a diszfáziás Félicie, a Rolandhoz hasonló „dagadt” gyerekeknek, a tikkelőknek (Dávidka) vagy a Marcihoz hasonló súlyosan dadogóknak van szükségük, mert ez nem speciális alkatukból, hanem a gyermeki státusból következik. Hogy megvigasztalódjanak, azért, mert kicsik és kiszolgáltatottak, beleképzelik magukat egy olyan ellenvilágba, ahol erősek, ügyesek, ahol megbecsülik oket, és ahol hivatásuk van. A varázsvilágnak az a jellegzetessége, hogy nem elégszik meg a kimeneküléssel, kimentéssel, hanem megoldást is kínál. […] A sötét nagyúr a sárvérűekben és a pórnépben jelöli meg az elnyomandókat és kiirtandókat. Rowling egy interjújában megemlítette, hogy Voldemortot Hitlerről mintázta. A jó és a rossz relativizálása, tagadása – amelyet sajnos átvett a posztmodern ideológia – a legveszélyesebb, a legcinikusabb, az embert leginkább elidegenítő felfogás. A Harry Potter-könyvek egyik rendkívül pozitív vonása, hogy megpróbálja a gyerekeket felvértezni ez ellen a „minden egyremegy”, a belenyugvást és az agresszivitást igazoló elméletekkel szemben, amelyek következményeivel világméretekben szembesülünk.”

A gyerekeket a Harry Potter olvasására az készteti, hogy sok benne a mesés elem, és mégis komoly a cselekménye: a könyvek létrejöttének előhaladtával egyre csökken a humor, nagyobb a feszültség, több a kaland és a megoldandó rejtély, Voldemort egyre többször megjelenik a színen, és Harry egyre bátrabb lesz. Ron és Hermione egyre kevesebbet segítenek neki a problémák során.

#### Általánosítható-e ez a jelenség?
Másként fogalmazva: az a gyerek, aki ma megszállottan falja a Harry Potter-könyveket, holnap vajon fog-e olvasni mást is, vagy ha vége a sorozatnak, akkor visszatér a televízió képernyőjéhez és a videójátékokhoz? Mivel ez a kérdés alapvetően eldöntendő jellegű, a rá adott számtalan válasz is alapvetően két csoportba sorolható: „Igen, ez az olvasás visszatérését jelenti”, avagy „Nem, ez a jelenség Potter-specifikus”. Egy-egy példa a két véleményre:
A magyar gyerekek a Harry Potter óta határozottan többet olvasnak. S ha a gyerek jól érezte magát a Harry Potter olvasása közben, nyilván könnyebben nyúl majd másik könyv után.
A Harry Potter-mánia nem az olvasásról szól, hanem a divatról. Arról, hogy mindenki egyidejűleg vesz részt valamiben, ami divatos. Az olvasás ennek éppen a fordítottja lenne: az olvasó egyedül merül el valamiben. Éppenséggel kikapcsolódik a világból, hogy valami mást fedezzen fel.
E kérdés megválaszolásakor hasznos lehet szem előtt tartani, hogy a Harry Potter-sorozat jelenlegi olvasóit nem lehet minden további nélkül reprezentatív mintának tekinteni a sorozat mindenkori (értsd: jövőbeni) olvasóinak populációjára. A jelenlegi helyzet ugyanis nem más, mint a sorozat keletkezésének ideje, s mint ilyen, nem tekinthető hagyományos olvasási szituációnak. A Harry Potter-könyvekre épülő, alább részletezett „másodlagos Harry Potter-világ” visszahatása az olvasási szokásokra pillanatnyilag felmérhetetlen. Az a kérdés, hogy vajon az egyébként nem olvasó, de a Harry Potterre rákapó gyerek a sorozat befejezése után „valódi olvasóvá” válik-e, akkor képezheti megfigyelés (és nem jóslás) tárgyát, ha a Harry Potter kikerül a kereskedelmi média által mesterségesen életben tartott figyelem fókuszából. Az eddigi tapasztalatok alapján erre valószínűleg mindaddig nincs kilátás, amíg az utolsó filmet be nem mutatják, és az ahhoz kapcsolódó – majdan elkészülő – játéktárgyak és egyéb játékok első divathulláma el nem ül.

### A „másodlagos Harry Potter-világ”

#### A Harry Potter-filmek
A sorozat megfilmesítésének jogát a Warner Bros. vásárolta meg. Minden kötetből készült film:
| epizód | eredeti cím                                  | magyar cím                          | eredeti vetítés | hazai bemutató | forgatókönyv       | rendező        | hossz    | Oscar-jelölés |
| ------ | -------------------------------------------- | ----------------------------------- | --------------- | -------------- | ------------------ | -------------- | -------- | ------------- |
| 1.     | Harry Potter and Philosopher’s Stone         | Harry Potter és a bölcsek köve      | 2001. XI. 16.   | 2001. XII. 13. | Steve Kloves       | Chris Columbus | 146 perc | 3             |
| 2.     | Harry Potter and the Chamber of Secrets      | Harry Potter és a Titkok Kamrája    | 2002. XI. 15.   | 2002. XII. 5.  | Steve Kloves       | Chris Columbus | 155 perc | -             |
| 3.     | Harry Potter and the Prisoner of Azkaban     | Harry Potter és az azkabani fogoly  | 2004. VI. 4.    | 2004. VI. 10.  | Steve Kloves       | Alfonso Cuarón | 142 perc | 2             |
| 4.     | Harry Potter and the Goblet of Fire          | Harry Potter és a Tűz Serlege       | 2005. XI. 18.   | 2005. XII. 1.  | Steve Kloves       | Mike Newell    | 153 perc | 1             |
| 5.     | Harry Potter and the Order of the Phoenix    | Harry Potter és a Főnix Rendje      | 2007. VII. 11.  | 2007. VII. 12. | Michael Goldenberg | David Yates    | 133 perc | -             |
| 6.     | Harry Potter and the Half-Blood Prince       | Harry Potter és a Félvér Herceg     | 2009. VII. 15.  | 2009. VII. 23. | Steve Kloves       | David Yates    | 153 perc | 1             |
| 7.     | Harry Potter and the Deathly Hallows Part I  | Harry Potter és a Halál ereklyéi 1. | 2010. XI. 19.   | 2010. XI. 25.  | Steve Kloves       | David Yates    | 146 perc | 2             |
| 8.     | Harry Potter and the Deathly Hallows Part II | Harry Potter és a Halál ereklyéi 2. | 2011. VII. 7.   | 2011. VII. 14. | Steve Kloves       | David Yates    | 131 perc | 3             |

##### A sorozat főszereplői

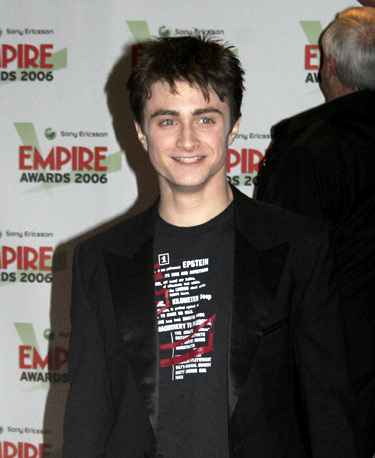
Daniel Radcliffe, a sorozatban Harry Potter megszemélyesítője

| Szereplő           | Színész                         | Magyar hang      |
| ------------------ | ------------------------------- | ---------------- |
| Harry Potter       | Daniel Radcliffe                | Gacsal Ádám      |
| Ron Weasley        | Rupert Grint                    | Berkes Bence     |
| Hermione Granger   | Emma Watson                     | Szabó Luca       |
| Albus Dumbledore   | Richard Harris / Michael Gambon | Makay Sándor     |
| Voldemort nagyúr   | Ralph Fiennes                   | Forgács Péter    |
| Perselus Piton     | Alan Rickman                    | Tahi Tóth László |
| Minerva McGalagony | Maggie Smith                    | Kassai Ilona     |
| Rubeus Hagrid      | Robbie Coltrane                 | Hollósi Frigyes  |
| Draco Malfoy       | Tom Felton                      | Borbíró András   |
| Sirius Black       | Gary Oldman                     | Széles Tamás     |

#### Játékok
A számítógépes Harry Potter-játékokat az Electronic Arts a következő platformokra adta ki: PC, PSP, PS2, Xbox, Xbox 360, Nintendo GameCube, Game Boy Advance, Game Boy Color, Nintendo DS, Wii.
A játékok 3d-s platformer (= ugrálós, ügyességi) játékok, némi fejtörővel. A könyvekhez csak a szereplők kinézete és a helyszínek alapján kapcsolódnak, az eredeti cselekményt csak lazán követik. Az első két részben a játékos csak Harryt tudja irányítani, a harmadiktól kezdve időnként már Ront és Hermionét is. A Harry Potter and the Goblet of Fire játék nagyjából a mozifilm cselekményét követi, főleg a Trimágus Tusák terén. Ebben a játékban Voldemortot a filmben őt játszó Ralph Fiennes szinkronizálja. Az Electronic Arts a Harry Potter és a Főnix Rendje c. játékot teljesen magyar nyelven, a filmben szereplő szinkronhangokkal dobta piacra.

#### Fanfictionök
A Harry Potter rajongók körében egyre elterjedtebb a fanfictionök, más néven továbbírások olvasása és írása. Ezek a történetek szervesen kapcsolódnak a Harry Potter világához. Vannak történetek, amik a háttéresemények rekonstrukciójával foglalkoznak, vagy egy eseményt más szemszögből közelítenek meg, de akadnak olyanok is, amelyek teljesen átírják a történéseket a nekünk tetsző formába. Ezek a rajongók által írt történetek igen népszerűek. Ez azzal magyarázható, hogy noha a Harry Potter sorozat véget ért, az olvasók nem elégednek meg ennyivel. A fanfictionöknek több fajtája is van: csoportosíthatjuk őket idő vagy párosítások szerint.
Nagyon népszerűek a szélsőséges karakterek összeboronálásának folyamatán alapuló fictionök, (pl.: Draco Malfoy/Hermione Granger), vagy az ún. slash történetek, aminek főszereplői (vagy mellékszerplői) homoszexuálisak.
A fanfictionök fontossága és/vagy haszna vitatott. Vannak, akik úgy vélik, a történet Rowling tollából az igazi, átformálni, vagy továbbírni azt pedig árulás. De rajongók népes csoportja olvas ilyen írásokat rendszeresen, és persze megközelítőleg ennyien írnak is.
Juhász Roland, aki először a hetedik könyv megjelenése előtt egy nagyon hihető alternatív befejező kötetet írt, később megírta az ún. "Nurmengard Trilógiát", mely háromkötetes írás a hetedik Harry Potter kötet eseményeit követően játszódik, és a lehető legjobban kapcsolódik is a 7 könyv eseményeihez. Egy új kihívást, egy új történetet alkotott meg Roland úgy, hogy az olvasó ismét úgy érzi a "Rowlingi világban van". A három rész: Harry Potter és a Negyedik Torony, Harry Potter és az Ezernevű, Harry Potter és a Smaragd Sigillus.

#### Podcastok
- Harry Potter and the Sacred Text

## Magyarul megjelent művek
- Harry Potter és a bölcsek köve; ford. Tóth Tamás Boldizsár; Animus, Budapest, 1999
- Harry Potter és a tűz serlege; ford. Tóth Tamás Boldizsár; Animus, Budapest, 2000
- Harry Potter és az azkabani fogoly; ford. Tóth Tamás Boldizsár; Animus, Budapest, 2000
- Harry Potter és a titkok kamrája; ford. Tóth Tamás Boldizsár; Animus, Budapest, 2000
- Tudor Hushpush: A kviddics évszázadai; ford. Tóth Tamás Boldizsár; Animus, Budapest, 2001
- Göthe Salmander: Legendás állatok és megfigyelésük. Albus Dumbledore előszavával; ford. Tóth Tamás Boldizsár; Animus, Budapest, 2001
- Harry Potter és a főnix rendje; ford. Tóth Tamás Boldizsár; Animus, Budapest, 2003
- Harry Potter és a félvér herceg; ford. Tóth Tamás Boldizsár; Animus, Budapest, 2006
- Bogar bárd meséi; ford. Tóth Tamás Boldizsár; Animus, Budapest, 2008
- Harry Potter és a halál ereklyéi; ford. Tóth Tamás Boldizsár; Animus, Budapest, 2008
- Harry Potter és az elátkozott gyermek. Első és második rész. A színházi próba szövegkönyvének különleges kiadása; J. K. Rowling, John Tiffany, Jack Thorne új története nyomán színdarab Jack Thorne, ford. Tóth Tamás Boldizsár; Animus, Budapest, 2016

## Elsődleges források
J. K. Rowling Harry Potter-sorozata:
- Harry Potter és a bölcsek köve, ISBN 963-8386-77-0
- Harry Potter és a Titkok Kamrája, ISBN 963-8386-94-0
- Harry Potter és az azkabani fogoly, ISBN 963-8386-99-1
- Harry Potter és a Tűz Serlege, ISBN 963-9307-05-X
- Harry Potter és a Főnix Rendje, ISBN 963-9307-88-2
- Harry Potter és a Félvér Herceg, ISBN 963-9563-75-7
- Harry Potter és a Halál ereklyéi, ISBN 978-963-9715-43-1
  - Legendás állatok és megfigyelésük
  - A kviddics évszázadai
  - Bogar bárd meséi
- J. K. Rowlinggal folytatott interjúk gyűjteménye

## Másodforrások
- Almásy Katalin: Olvasnak-e a mai gyerekek? – azaz hogyan neveljük olvasóvá a gyerekeket
- Avas Ary: Ki kicsoda Harry Potter világában : a Heti Próféta életrajzi válogatása, Debrecen, Gold Book, 2008
- Baggett, David – Klein, Shawn: Harry Potter világa – milyen titkok rejlenek a Roxfort színfalai mögött?, Budapest, Édesvíz, 2005
- Bürvenich, Paul: Der Zauber des Harry Potter – Analyse eines literarischen Welterfolgs, Frankfurt, Peter Lang Verlag, 2001 ISBN 978-3-631-38743-6 (németül), Tokio, jiritsu shobo, 2004 ISBN 978-4-88059-307-4 (japán)
- Castro, Adam-Troy: Az Azkabantól Abu-Gráibig – Félelem és fasizmus a Harry Potter és a Főnix Rendjében, in: M. Lackey(szerk.): Harry Potter világának feltérképezése
- Castro, Adam-Troy: Barangolás Harry Potter világában – minden, amit tudni akart a Harry Potter-sorozatról, Debrecen, Gold Book, 2008
- Darvasi László: A Harry Potter farvizén, in: Élet és Irodalom, 47. évf. 2.
- DeVos, Elisabeth: Minden Istenről szól, in: M. Lackey(szerk.): Harry Potter világának feltérképezése
- Gáspár Anikó: Angol – magyar varázsszótár Harry Potter rajongóknak, Budapest, Corvina, 2003
- Harry Potter és az irodalom vége, Metazin, 2007. július 22.
- Házyné Horváth Éva: A Harry Potter-regények olvasáspedagógiai megközelítésben, 2002
- Huber, Carole: Mágia és varázslás, in: Ethos, 2002/2.
- Katona István: Űzd el a farkasokat Pásztor, Marana Tha 2000 Alapítvány, 2006, ISBN 963-9281-49-2
- Kende B. Hanna: Harry Potter titka – A gyermek csodavilága, Budapest, Animus, 2001
- Komáromi Gabriella: A bölcsek köve és a titkok kamrája, avagy a Harry Potter-jelenség
- Kósa Eszter: Mit olvasnak a gyerekek? – a Harry Potter-őrület
- Kovács Gábor: Mágusmesék – Gondolatok a meséről, a mágiáról és Harry Potterről Archiválva 2015. május 10-i dátummal a Wayback Machine-ben
- Krause, Marguerite: Harry Potter és a vallás vége, in: M. Lackey(szerk.): Harry Potter világának feltérképezése
- Kronzek, Allan Zola – Kronzek, Elizabeth: Varázslók kézikönyve – kalauz Harry Potter mágikus világához, Budapest, Geopen, 2002
- Lackey, Mercedes (szerk.): Harry Potter világának feltérképezése – science fiction és fantasy-írók minden idők legsikeresebb sorozatáról, ISBN 978-963-426-077-6
- Laczi Nóra Klára: A Harry Potter-jelenség – ifjúsági irodalom és olvasási szokások az ezredfordulón, 2001
- Langford, David: Harry Potter világa és a hetedik könyv titkai – nem hivatalos kézikönyv a sorozat rejtélyeiről, Debrecen, Gold Book, 2007
- Millman, Joyce: Jó uramnak, szeretettel – Hogyan változtatták át a rajongói írások Piton professzort zsíros hajú vészmadárból byroni hőssé… akitől nem áll távol a szadomazochizmus, in: M. Lackey(szerk.): Harry Potter világának feltérképezése
- Mithrandir, Astre – Waters, Galadriel: Roxfort titkai – útmutató a muglik és varázslók világához az első négy regény alapján, Szeged, Szukits, 2004
- Moloney, Daniel P.: Harry Potter és a fiatalember hibája, in: M. Lackey(szerk.): Harry Potter világának feltérképezése
- Mulholland, Neil PhD (szerk.): Harry Potter pszichológiája, ISBN 978-963-426-086-8
- R. Hahn Veronika: Harry Potter-láz Londonban
- Stouffer, Tere: A Harry Potter-titok – Utazás J. K. Rowling varázsvilágába, Debrecen, Gold Book, 2007 ISBN 978-963-426-079-0
- Vajda Zsuzsanna: Egy ifjúsági regénysorozat különleges sikere Archiválva 2020. július 23-i dátummal a Wayback Machine-ben, in: Iskolakultúra, 2003/11.
- Watt-Evenes, Lawrence: Miért kellett Dumbledore-nak meghalnia, M. Lackey (szerk.): Harry Potter világának feltérképezése